# 段海豹
段海豹（1956年2月—），男，陕西西安人，中国数学家，中国科学院数学与系统科学研究院研究员，研究领域为代数拓扑、微分拓扑与代数几何等。

## 生平
1985年毕业于吉林大学数学系，获硕士学位。1987年毕业于北京大学数学系，获博士学位，导师为姜伯驹。2005年荣获中国数学会第十届陈省身数学奖。